# Dymondia
Dymondia là một chi thực vật có hoa trong họ Cúc (Asteraceae).

## Loài
Chi Dymondia gồm các loài: